# Kokand

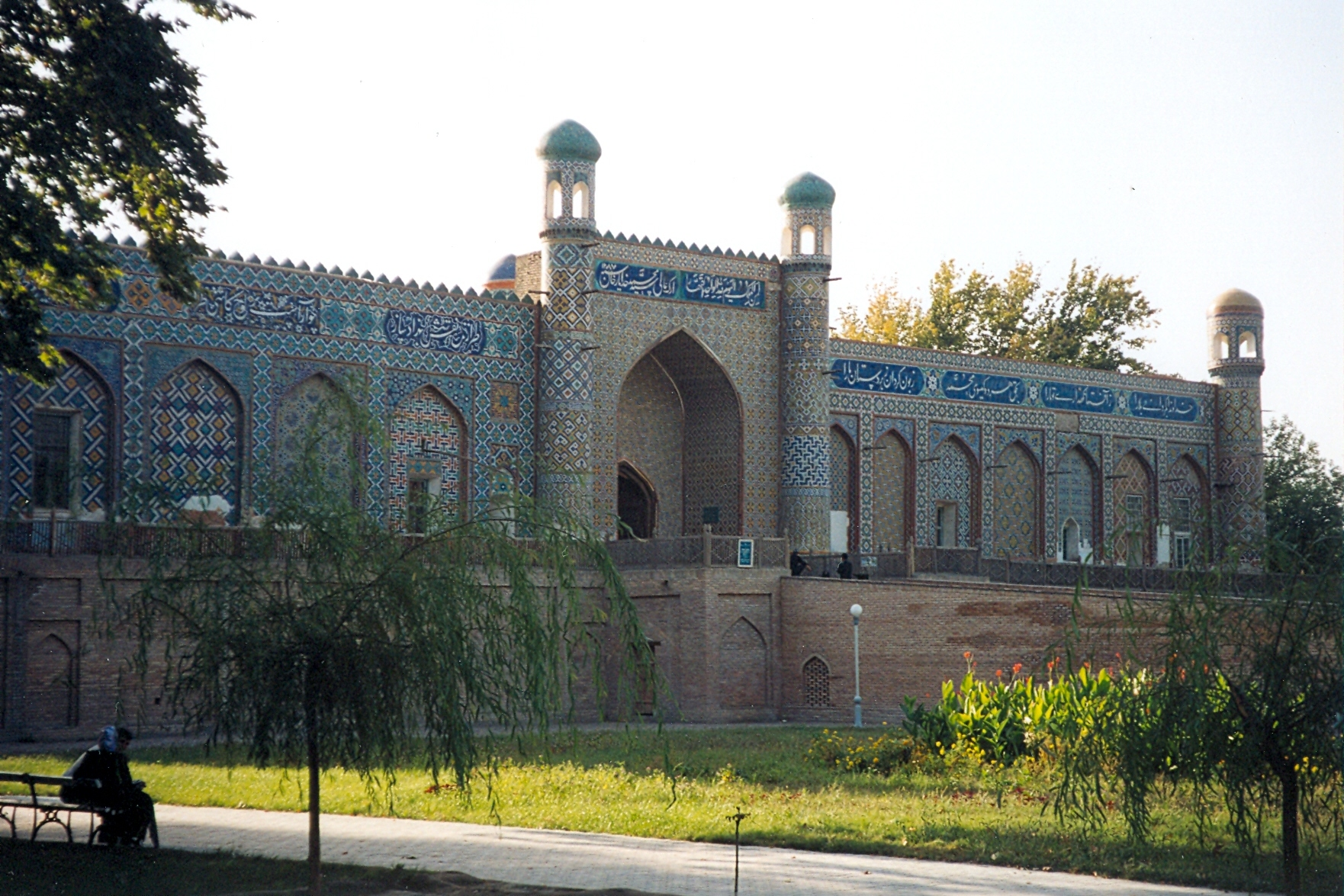

Kokand (uzbekiska Qo'qon, från tidigare ryska: Коканд) är en stad med cirka 190.000 invånare (2006) i provinsen Fergana i Ferganadalen i östra Uzbekistan. Den viktigaste näringen är bomull. Staden har funnits åtminstone sedan 900-talet, men gick då under namnet Khavakend. År 1740 blev den huvudstad i Kokandkhanatet och fick därifrån sitt nuvarande namn. Kokand erövrades av Ryssland år 1876 och, efter en kort tid av självständighet i samband med den Ryska revolutionen, av Sovjetunionen år 1918. Mustafa Chokajev etablerade i Kokand i slutet av 1917 Turkestans provisoriska autonoma regering, ett nationellt och muslimskt alternativ till den av ryssar dominerade Tasjkentsojveten. När Röda armén återtog Kokand 18 februari 1918 inleddes tre dagars blodiga strider i vilka 14 000 människor dog och stora delar av gamla staden eldhärjades.
Sedan 18 januari 2008 är Kokands historiska centrum uppsatt på Uzbekistans tentativa världsarvslista.